# Черняево (Омская область)
Черня́ево — село в Тарском районе Омской области. Административный центр Черняевского сельского поселения.

## История
В 1928 году село состояло из 110 хозяйств, основное население — русские. В административном отношении являлось центром Черняевского сельсовета Евгащинского района Тарского округа Сибирского края.

## Население
| 1926 | 2002 | 2010 |
| ---- | ---- | ---- |
| 569  | ↗583 | ↘530 |

## Улицы
| - ул. Зелёная, - ул. Молодёжная, - ул. Новая, - ул. Победы, | - ул. Трудовая, - ул. Фермерская, - пер. Центральный. |